# دریاچه نرپیچیه (کامچاتکا)
دریاچه نرپیچیه (انگلیسی: Lake Nerpichye) یک دریاچه در سرزمین کامچاتکای کشور روسیه است.